# サシャ・シュナイダー
サシャ・シュナイダー（Sascha Schneider、本名: Rudolph Karl Alexander Schneider、1870年9月21日 - 1927年8月18日）はドイツの画家、イラストレーター、彫刻家である。冒険小説家のカール・マイの書籍の表紙絵を描いたことなどで知られる。

## 略歴
ロシアのサンクトペテルブルクで、ドイツ人両親のもとに生まれた。父親は編集者、出版社主であった。11歳の時家族とスイスのチューリッヒに移り、父親が亡くなった後、ドレスデンに移り、ドレスデンで教育を受け、1889年からドレスデンの美術学校で学んだ。1893年に卒業し1900年からマイセンにスタジオを開き装飾画なども描いた。
世界冒険物語のシリーズで成功を収めていた冒険小説家のカール・マイと1903年に知り合い、マイはフェーゼンフェルト社から出版されていた全集の表紙絵をシュナイダーの象徴主義的な絵に変えて、再刊することにした。
1904年にヴァイマルの美術学校(Großherzoglich-Sächsische Kunstschule)の教授に任じられた。広いスタジオを持ち、男性像の多くの彫刻を製作した。
同性愛者でこの頃、画家のヘルムート・ヤーンと一緒に暮らしていたが、ヤーンから同性愛を公表すると脅迫され始めたので、同性愛が刑法で罰せられるドイツを離れてイタリアに移った。 時々、ドイツに戻りながらフィレンツェで暮らした。第一次世界大戦が始まるとドイツに戻りライプツィヒ近郊などで暮らした。
シフィノウイシチェ(現ポーランド)への船旅の途中で死去した。

## 作品

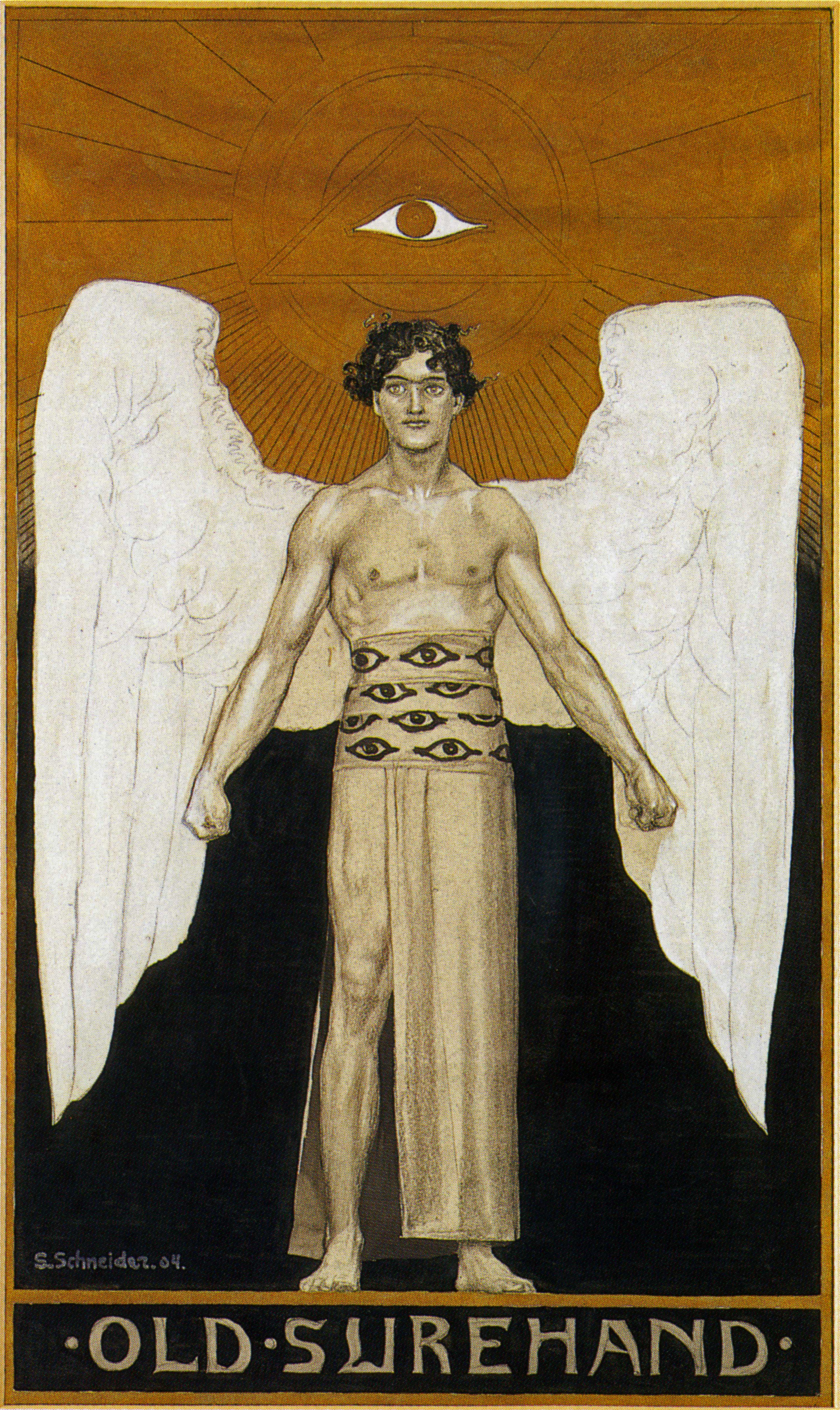
"Old Surehand"の表紙絵
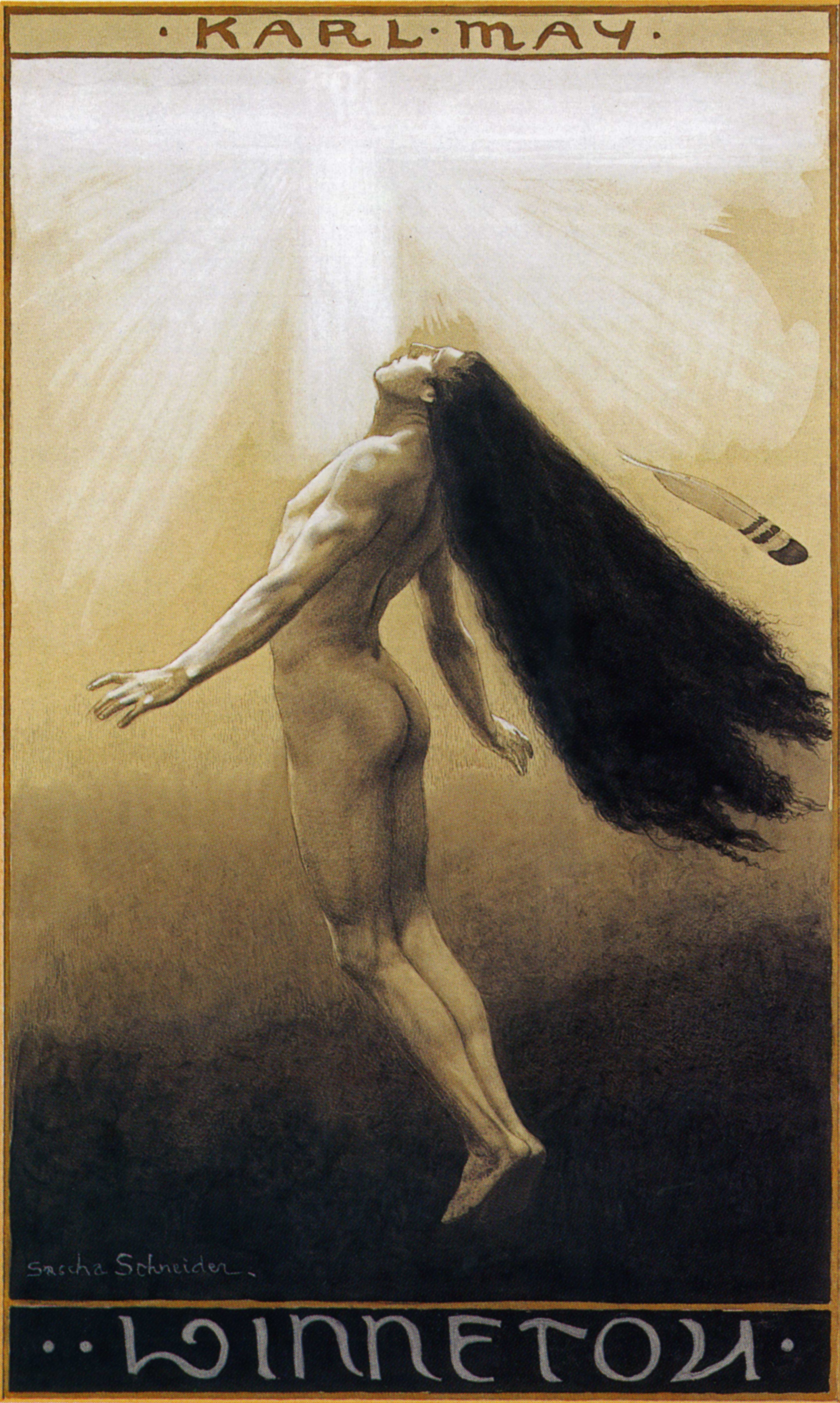
"Winnetous"の表紙絵
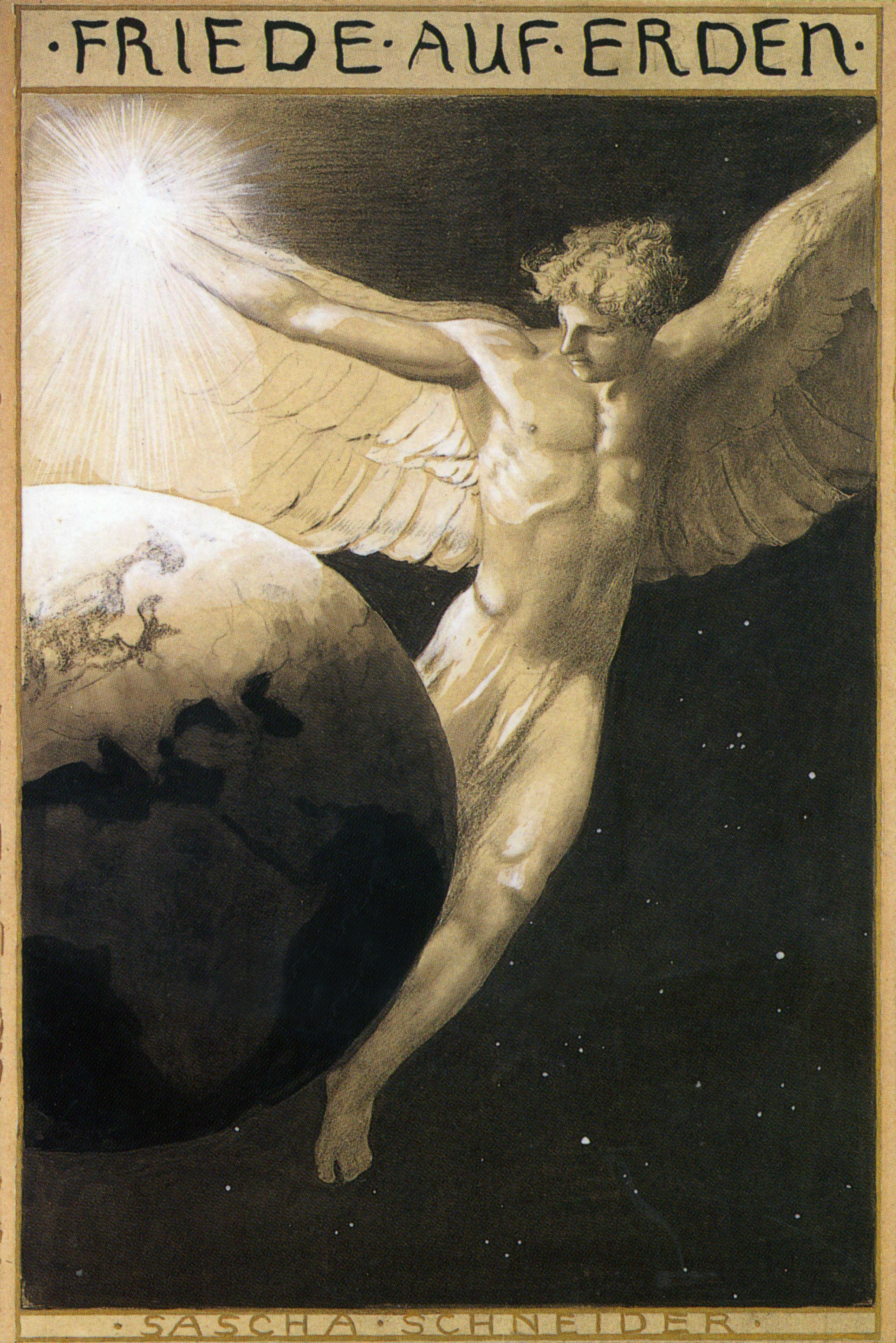
"Friede auf Erden"の表紙絵
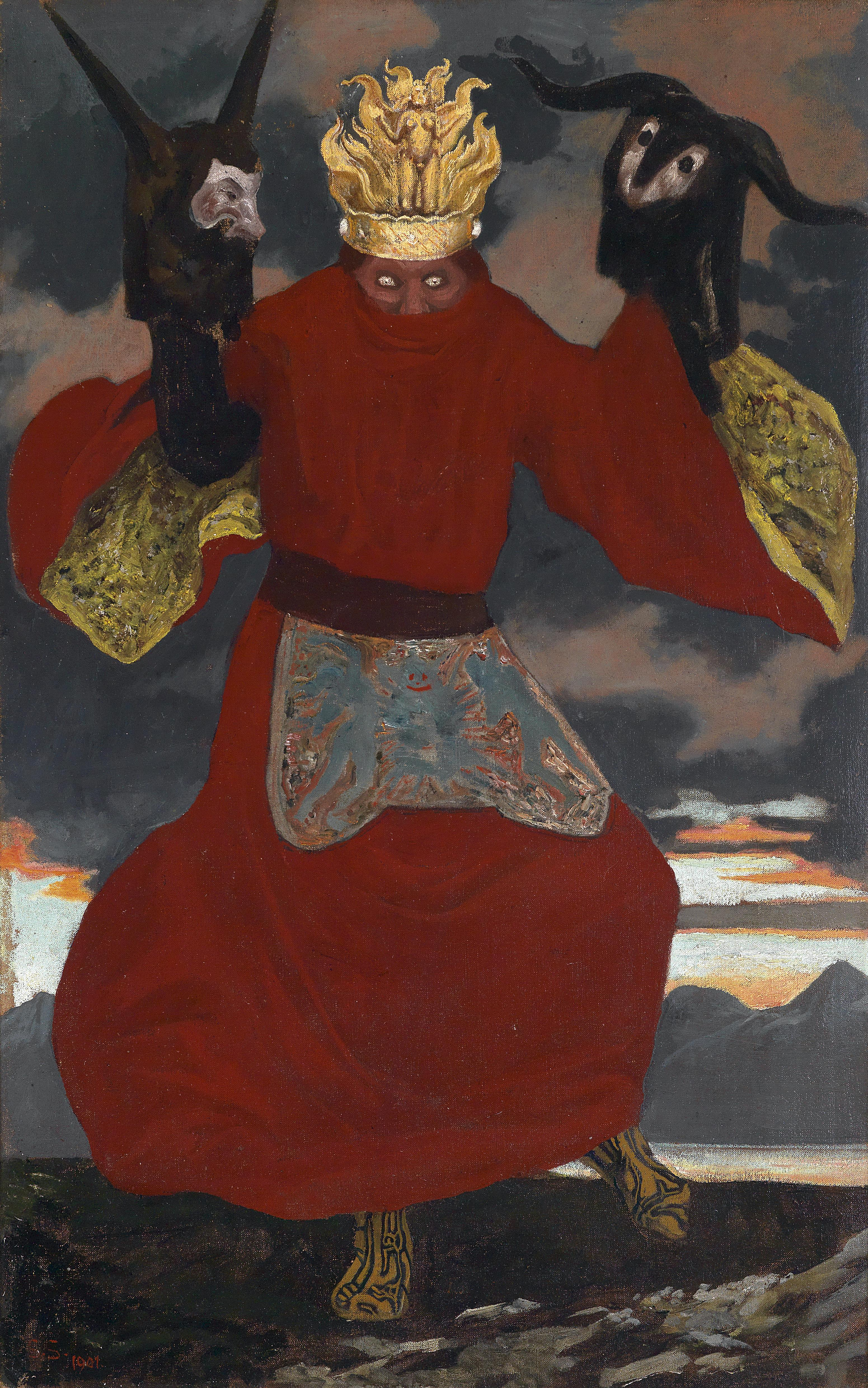
"Der Schamane"(1901)
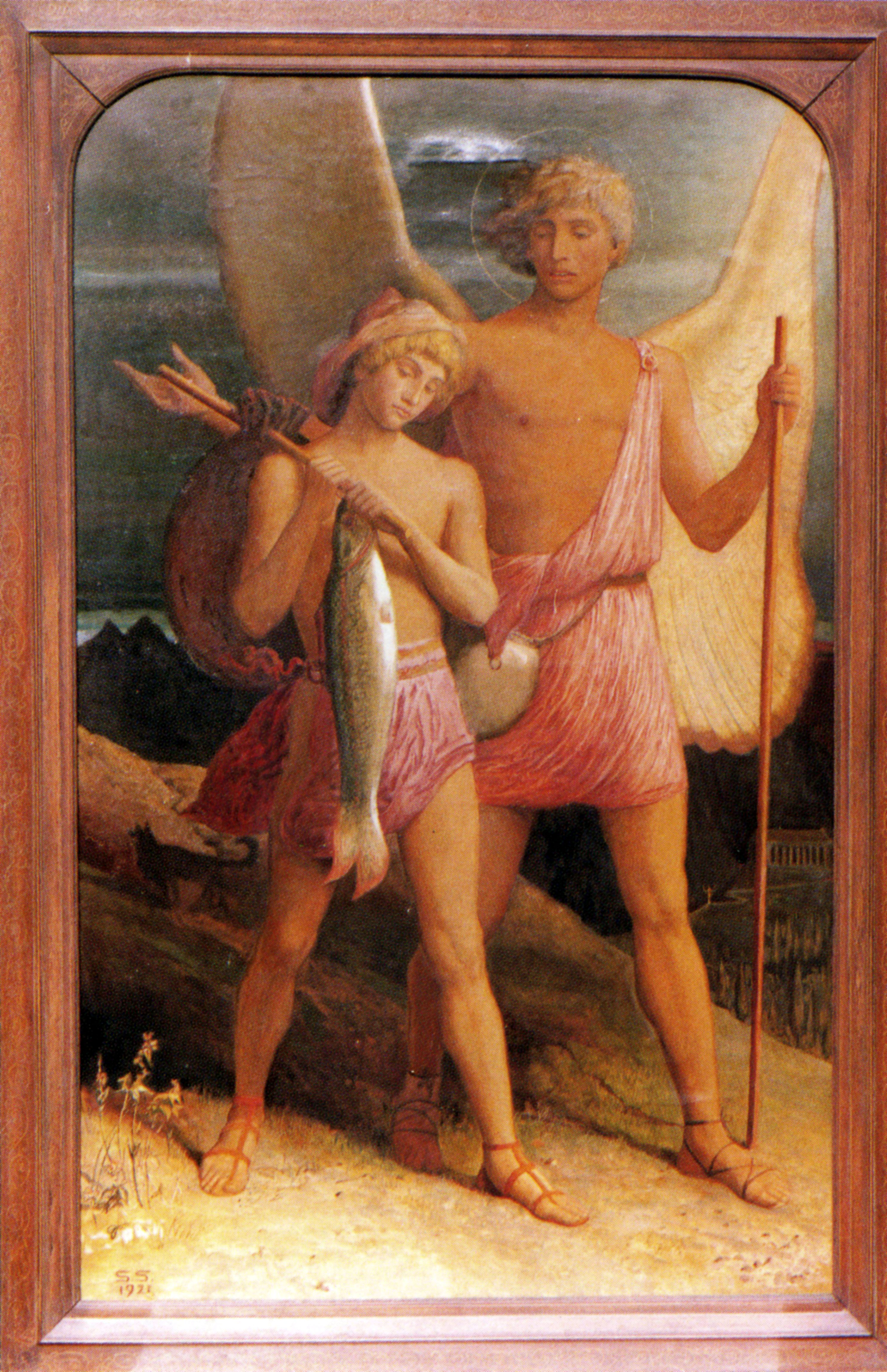
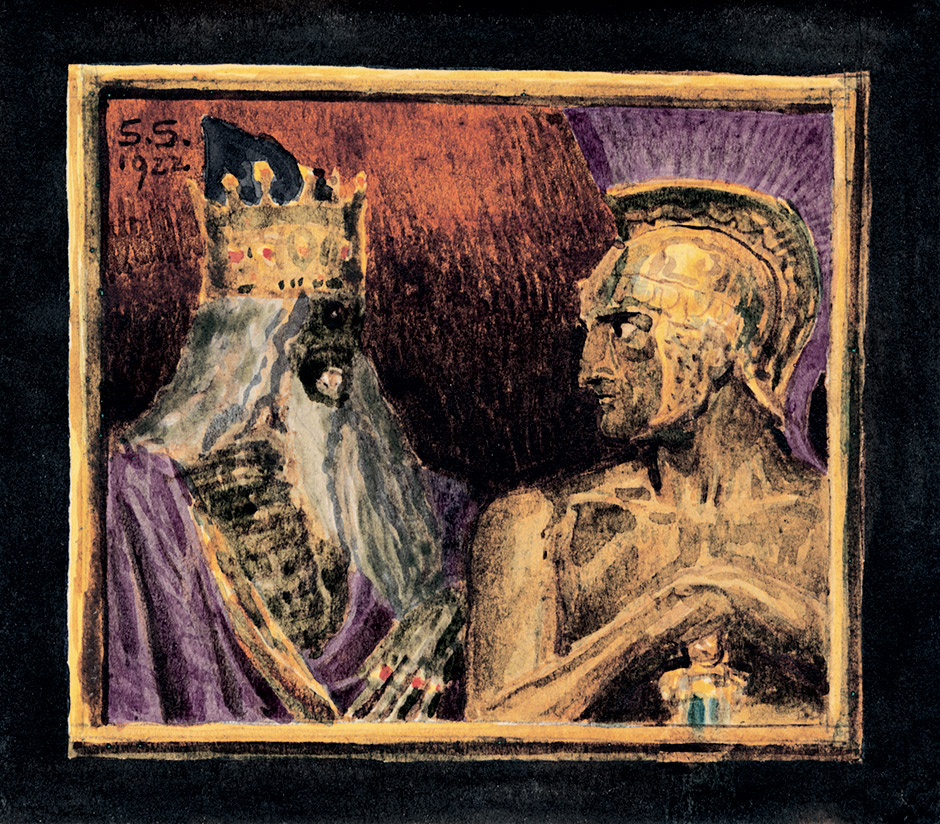
(1922)
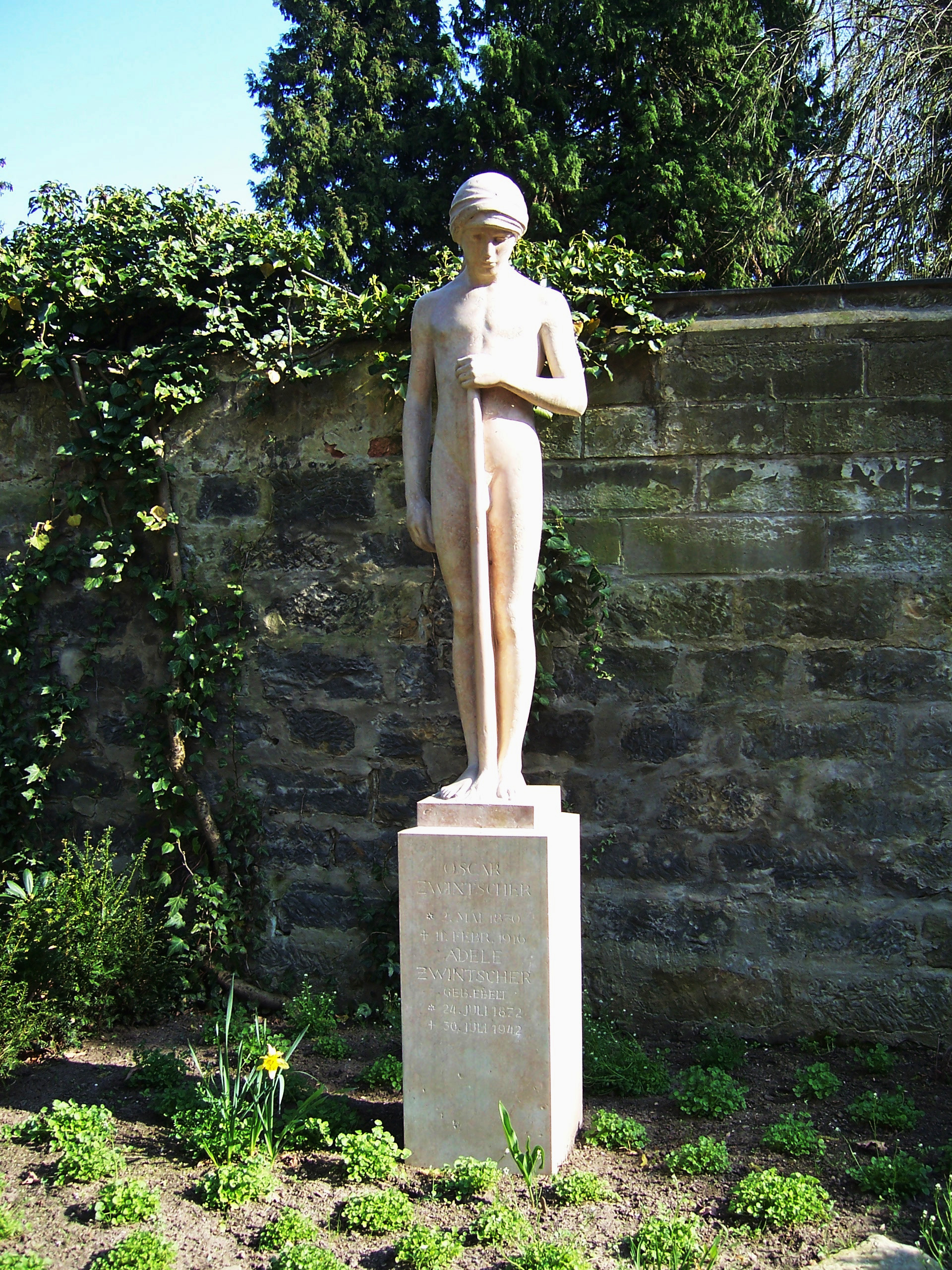
彫刻-Oskar Zwintscherの墓標
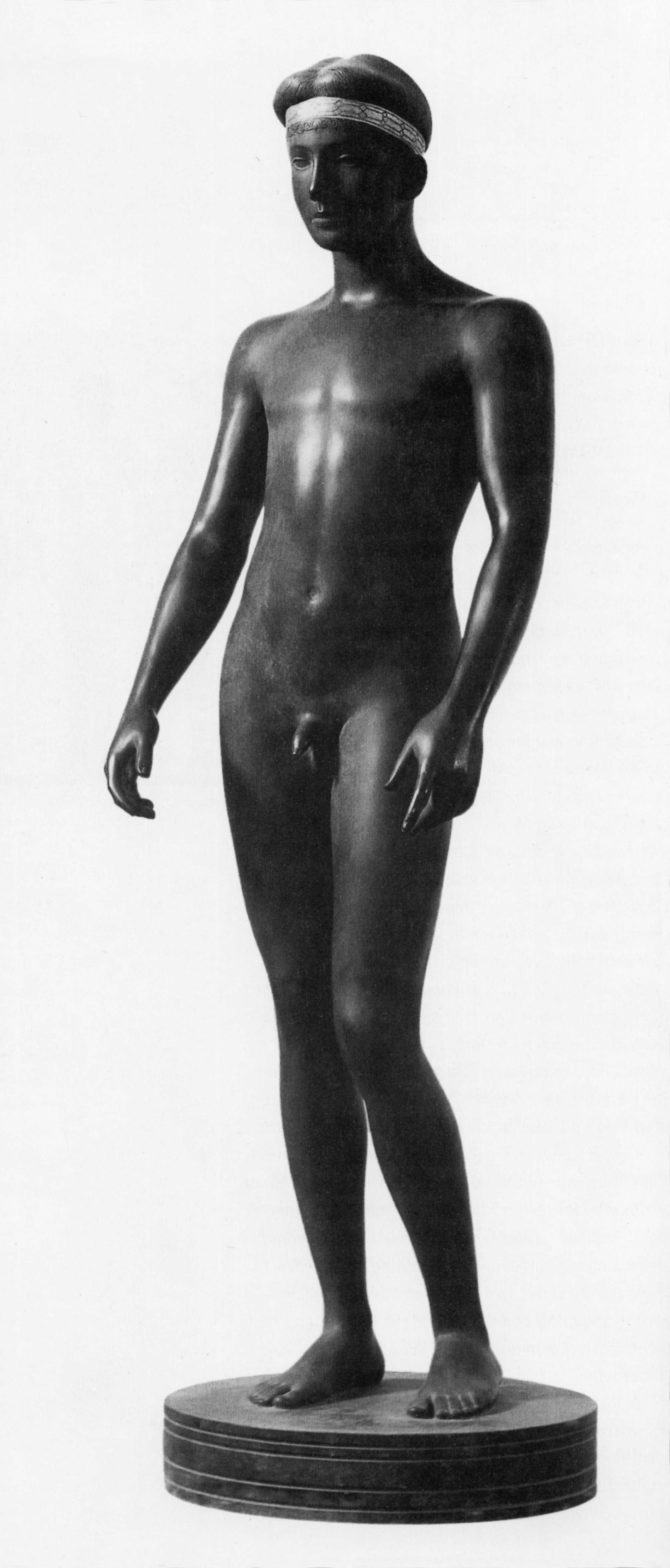
"Idolino"

## 著書
- Mein Gestalten und Bilden. 1912. 自伝